# Experiment (romaneto)
Experiment je romaneto českého spisovatele Karla Matěje Čapka-Choda z roku 1922.
Příběh vypráví o ženském lékaři dr. Slabovi, který se náhodou setká s mladou prostitutkou, v níž pozná dceru svého mrtvého přítele. Pečuje o ni tak soustavně, až ji dožene k zoufalé sebevraždě. Po letech vypráví svůj příběh příteli.

## Filmová adaptace
- Experiment – československý film režiséra Martina Friče z roku 1943.